# Myriam Merlet
Myriam Merlet est une militante féministe, universitaire et économiste haïtienne, née le 14 octobre 1956 et morte le 12 janvier 2010. Elle a œuvré pour la condition des femmes en Haïti et à l'étranger.

## Biographie
Issue d'une famille bourgeoise liée au régime duvaliériste, Myriam Merlet quitte Haïti à l'âge de 14 ans pour l'Europe où elle vit en France puis en Italie. En 1974, elle part s’installer au Canada, à Montréal. En 1985, elle obtient un master en sciences économiques à l’Université du Québec. En parallèle, elle étudie la sociologie politique et la théorie féministe.
En juillet 1986, Myriam Merlet rentre à Haïti, six mois après la fin de la dictature de Jean-Claude Duvalier. Elle a alors 29 ans et elle crée Enfo Fanm, un centre de documentation et d’information qui défend les droits des femmes. Cette structure produit des émissions radiophoniques et télévisées et publie un journal en créole Ayiti Fanm, destiné à informer et défendre les femmes haïtiennes, à participer au plaidoyer et la lutte féministe. Il est publié en créole pour être accessible à toutes les femmes du pays et leur offrir une voix. Une des campagnes d'Enfo Famn vise à renommer des rues haïtiennes pour leur donner le nom de femmes.
Elle écrit un essai personnel intitulé Le rêve du plus grand nombre dans le recueil Marcher sur le feu : histoires de femmes haïtiennes. Survival and Resistance, où elle décrit sa quête difficile d'identité en tant que femme haïtienne vivant en exil ainsi que son désir de d'agir pour son pays natal, ce qui l'a encouragée à retourner en Haïti. Outre cet essai, elle publie en 1985 son mémoire de maîtrise intitulé Situation économique des immigrantes haïtiennes, en 1986 Discrimination sur le marché du travail : les cas des femmes haïtiennes « femmes immigrantes noires » , en 2001 Entre l’amour, la colère et la folie : Construire la paix en Haïti ; Le rêve de plus de gens en 2001 et en 2010 Haïti : les femmes en conquête d’une citoyenneté pleine et totale dans une transition sans fin.
Myriam Merlet est cofondatrice et longtemps porte-parole de la Coordination Nationale pour le Plaidoyer des Femmes (CONAP), pour laquelle elle lutte contre le sexisme, notamment dans l'industrie publicitaire et l'invisibilisation des femmes. Elle est aussi représentante pour Haïti de l’Association Caribéenne pour la recherche et l’action féministe.
De 2006 à 2008, Myriam Merlet a occupé le poste de cheffe de cabinet du ministère à la Condition Féminine et aux Droits des Femmes pour lequel elle a joué un rôle de conseillère jusqu'à sa mort en 2010. Elle s’implique dans la lutte pour la criminalisation du viol en Haïti et milite pour dénoncer la culture du viol. Elle joue un rôle important dans la reconnaissance du viol comme crime en 2005. Myriam Merlet a aussi attiré l'attention internationale sur le sort des femmes pauvres d'Haïti et sur le recours aux viols et aux agressions sexuelles comme moyen de contrôle et d'oppression par les soldats, la police et les bandes criminelles.
Elle est une des victimes du séisme du 12 janvier 2010, avec deux autres militantes féministes haïtiennes, Anne-Marie Coriolan et Magalie Marcelin.

## Publication
- Myriam Merlet, La participation politique des femmes en Haïti. Quelques éléments d’analyse, publié dans la revue Recherches féministes, Volume 16, numéro 1, 2003, p. 208–212